# Fábián Anita
Fábián Anita (Pécs, 1975. május 18. –) magyar színésznő.

## Életpályája
A helyi Művészeti Szakközépiskola balett szakán végzett. 1993-2002 között a Pécsi Nemzeti Színház színésznője volt. Ezután a Budapesti Kamaraszínház tagja lett, majd szerepet kapott a Jóban rosszban című sorozatban, amelyben nyolc éven át szerepelt. Később szabadúszóként dolgozik és forgat,több budapesti és vidéki magánszínház előadásában vállal szerepet.
Férje, Keveházi Gábor volt, 2010-ben váltak el. Közös gyermekük Lili, aki modellkedéssel foglalkozik.

## Fontosabb színházi szerepei
- Makszim Gorkij: Éjjeli menedékhely... Vaszilissza Karpovna
- Tennessee Williams: Az ifjúság édes madara... Miss Lucy
- Leonard Bernstein: West Side Story... Rosalia
- Németh  Ákos : Müller táncosai... Andi
- Lehár Ferenc: A víg özvegy... Olga
- Spiró György. Az imposztor... Elmira,
- Christopher Hampton: Veszedelmes viszonyok... Tourvel elnökné
- Harold Pinter: Születésnap... Lulu
- Georges Feydeau: Osztrigás Mici... címszerep
- Ödön von Horváth: Mesél a bécsi erdő... Marianne
- Bernard Slade: Jutalomjáték... Hillary
- T. S. Eliot – Andrew Lloyd Webber: Macskák... Bombalurina
- Jean Anouilh: Becket vagy iIsten becsülete... Gwendoline
- Misima Jukio: Sade márkiné... Anne
- Beth Henley: A szív bűnei... Babe
- Fényes Szabolcs – Békeffi István: Rigó Jancsi... Lisette
- Miro Gavran: Freud doktor páciense... Christine
- Kálmán Imre: Csárdáskirálynő... Stázi

## Filmes és televíziós szerepei
- Kisváros (1998-2000)
- Maksavízió (2003-2004)
- Jóban Rosszban (2010-2017)
- Barátok közt (2018)
- 200 első randi (2019)
- Külön falka (2021)
- A gyémánt út pora (2022)
- Drága örökösök – A visszatérés (2023)
- A mi kis falunk (2024)
- A renitens (2024)

## Díjai és kitüntetései
- Nívó díj 1998
- Szendrő József-díj (2000)